# Косагово
Косагово — село в Юрьев-Польском районе Владимирской области России, входит в состав Небыловского сельского поселения.

## География
Село расположено в 3 км на юго-запад от центра поселения села Небылое и в 32 км на юго-восток от райцентра города Юрьев-Польский.

## История
Село Косагово и церковь в Косагове была приписана к Лыковской церкви. Село, вероятно, получило название от фамилии владельцев, в этой части Юрьевского уезда дворянам Косаговым принадлежало также село Ельцы. В книгах Патриаршего казённого приказа за 1628 год записано: «Церковь святых апостолов Петра и Павла в селе Косагове дани 12 алтын 2 деньги». В 1826 году в селе построена усердием поручика Бологовского каменная церковь Святых первоверховных апостолов Петра и Павла с каменной же колокольней. Престолов в храме два, второй в тёплом приделе - во имя Святителя Николая Мирликийского.
1857 год. Косагово, село помещичье: число дворов – 46; число душ по 8 ревизии: мужского пола – 167, женского пола – 168; число душ по 9 ревизии: мужского пола – 161, женского пола – 183; действительное население: мужского пола – 159, женского пола – 186; занимаются хлебопашеством. Церковь каменная во имя Петра и Павла, священник с причтом. Два деревянных дома г. г. Фонфридрикс и Бологовской.
В советское время храм закрыт и разорён, разрушена колокольня. Рядом стоит разорённое здание церковно-приходской школы, построенное в конце XIX века.
В конце XIX — начале XX века село входило в состав Андреевской волости Владимирского уезда.
С 1929 года село входило в состав Небыловского сельсовета Юрьев-Польского района, с 1935 года — Небыловского района, с 1965 года вновь в составе Юрьев-Польского района.

## Население
| 1859 | 1905 | 1926 | 2002 | 2010 | 2021 |
| ---- | ---- | ---- | ---- | ---- | ---- |
| 410  | ↗478 | ↗532 | ↘5   | ↗11  | ↘7   |

## Достопримечательности
В селе находится недействующая Церковь Петра и Павла (1826).